# Синаговці
Сина́говці (болг. Синаговци) — село у Видинській області Болгарії. Входить до складу общини Видин.

## Населення
За даними перепису населення 2011 року у селі проживали 415 осіб.
Національний склад населення села:
| Національність   | Кількість осіб | Відсоток |
| ---------------- | -------------- | -------- |
| болгари          | 398            | 96,4%    |
| цигани           | 6              | 1,5%     |
| не визначились   | 6              | 1,5%     |
| Всього відповіли | 413            |          |

Розподіл населення за віком у 2011 році:
Динаміка населення: